# محمدخان زند
محمّدخان زند (درگذشته۱۲۱۳ ه‍جری قمری) پسر زکی خان و واپسین مدعی حکومت از دودمان زند بود.
او در روزگار پادشاهی آقامحمدخان قاجار در بصره می‌زیست. هنگامی که از مرگ آقامحمد خان آگاه شد به فارس رفت و سپاهی از افغانان و لرها گردآورد و توانست بر اصفهان چیره‌گردد. در جنگی که میان سپاهیان فتحعلی شاه قاجار و زندیان در نزدیکی اصفهان درگرفت، قاجارها پیروز شدند و پس از محاصرهٔ شهر توانستند آن را بگشایند. محمد خان ولی توانست از معرکه بگریزد و به کوه‌های بختیاری پناه‌برد. فتحعلی شاه نیز دستور داد تا اسیران زند را با انفجار خمپاره از میان ببرند؛ ولی از مجازات اصفهانیان به گناه همکاری با محمد خان با پادرمیانی امام جمعه این شهر درگذشت.
محمد خان سپس در نزدیکی بروجرد سپاهی گردآورد، ولی باز از قاجارها شکست‌خورد و نیروهایش پراکنده‌شدند. سرانجام در هنگامی که او در اندیشهٔ گریز به سوی بصره بود در دزفول توسط اتباع حسن‌خان، والی لرستان فیلی، دستگیر شد. حسن‌خان نیز او را کور کرد و به تهران فرستاد و به فرمان فتحعلی‌شاه اعدامش کردند.

## منبع
- پناهی سمنانی، فتحعلیشاه قاجار، سقوط در کام استعمار، چاپ دوم، بهار ۱۳۷۶، انتشارات نمونه